# Oncidium deltoideum
Oncidium deltoideum är en orkidéart som beskrevs av John Lindley. Oncidium deltoideum ingår i släktet Oncidium och familjen orkidéer. Inga underarter finns listade i Catalogue of Life.